# گورنی (استان آمور)
گورنی (به لاتین: Gorny) یک منطقهٔ مسکونی در روسیه است که در استان آمور واقع شده‌است.